# Accidente del Beechcraft Baron 58 del Ministerio de Agricultura y Ganadería de Paraguay
El accidente del Beechcraft Baron 58 del Ministerio de Agricultura y Ganadería de Paraguay ocurrió en el anochecer del 25 de julio de 2018, cuando un avión ligero Beechcraft Baron 58 del Ministerio de Agricultura y Ganadería de Paraguay en la que el ministro Luis Gneiting iba como pasajero, acompañado por el viceministro Vicente Rigoberto Ramírez Imas, el piloto Gerardo Cayetano López Zárate y el copiloto Luis Eladio Charotti Barquinero, que partió de Ayolas con dirección a Asunción, se estrelló en un esteral a unos 6 km del lugar de despegue. La aeronave fue reportada desaparecida luego de que se perdiera contacto radiofónico con la misma poco después del despegue. En horas de la mañana del 26 de julio, fueron hallados los restos de la aeronave totalmente destruida; tanto rescatistas como representantes de la Dirección Nacional de Aeronáutica Civil de Paraguay (DINAC) confirmaron que no hubo sobrevivientes.